# Назавжди
«Назавжди» — третій студійний альбом гурту Lama. Офіційний реліз планувався на 2 вересня 2013 року, але офіційний трекліст альбому був вперше опублікований Наталією Дзеньків на Itunes 28 жовтня 2013 року. До альбому увійшли сингли: «Пробач», «Лиш тільки ти», «Не підведи» та «Ангел». Також були відзняті кліпи до цих пісень. Альбом також потрапив до десятки найкращих альбомів 2013 року за версією "open.ua", посівши 9 сходинку.

## Список композицій
1. Лиш тільки ти (3:22)
2. Той вогонь (3:24)
3. Ангел (3:42)
4. Любов (4:19)
5. Нехай все буде так, як є (3:42)
6. Фани (3:32)
7. Де нема неправди (3:03)
8. Rock'n'Roll (3:34)
9. Не підведи (3:39)
10. Пробач (3:31)
11. Тримай (4:05)
12. Жовте поле (3:38)